# Vochysia pygmaea
Vochysia pygmaea är en tvåhjärtbladig växtart som beskrevs av August Gustav Heinrich von Bongard. Vochysia pygmaea ingår i släktet Vochysia och familjen Vochysiaceae. Inga underarter finns listade i Catalogue of Life.